# Chemax
Chemax är en ort i Mexiko.   Den ligger i kommunen Chemax och delstaten Yucatán, i den östra delen av landet, 1 200 km öster om huvudstaden Mexico City. Chemax ligger 21 meter över havet och antalet invånare är 10 596.
Terrängen runt Chemax är mycket platt. Runt Chemax är det glesbefolkat, med 20 invånare per kvadratkilometer. Chemax är det största samhället i trakten. I omgivningarna runt Chemax växer i huvudsak städsegrön lövskog.